# Alibi (banda)
Alibi foi uma banda portuguesa de trip-hop, projecto de Miguel Campos, autor da maquete "Atrás do Sol", em conjunto com Patrícia Daniel, voz da banda.
Lançam em 1999 o álbum Sweet, com produção de João Gomes dos Ovelha Negra, que foi considerado pelo DN um dos melhores discos desse ano..

## Discografia
- 1999- Sweet